# Bitka na Kosovskem polju (1448)
Druga bitka na Kosovskem polju (madžarsko második rigómezei csata, turško İkinci Kosova Savaşı) 17.-20. oktobra 1448 je bila bitka med križarsko vojsko pod ogrskim vodstvom in vojsko Osmanskega cesarstva na Kosovskem polju. Bitka je bila višek ogrske ofenzive, s katero so se poskušali maščevati za poraz v bitki pri Varni pred štirimi leti.
V tri dni trajajoči bitki je osmanska vojska pod poveljstvom sultana Murata II. porazila križarsko vojsko regenta Jánosa Hunyadija. Ogrski regent je izračunal, da za zmago nad osmansko vojsko potrebuje več kot 40.000 mož, zato je poskušal na svojo stran dobiti albansko vojsko, morda pod Skenderbegovim poveljstvom. Ko so Osmani v svoji bazi v Sofiji izvedeli za pohod križarske vojske, so se takoj začeli pripravljati nanj.
Hunyadi je bil prepričan, da je glavnina osmanske vojske še vedno v osmanski prestolnici Edirne, zato je bil nemalo presenečen, ko se je 17. oktobra pojavila pred njim na Kosovskem polju. Na hribu Plementina je zgradil utrdbo iz bojnih voz, iz katere je napadal nasprotnika. Podobno trdnjavo iz ošiljenih kolov so zgradili tudi nasprotniki. Prva dva dneva so se na obeh krilih dogajali  spopadi konjenice, križarji pa so ponoči 18./19. oktobra s svojih voz s topovi obstreljevali sultanov centralni položaj in povzročili veliko žrtev, vendar brez  prepričljivih rezultatov.
19. oktobra je Murat II. uporabil svojo spahijsko konjenico iz Tesalije proti konjenici na nasprotnikovem levemu krilu in s splošnim napadom na celi fronti preprečil, da bi ji Hunyadi lahko pomagal. Manever je deloval. Spahije, ki niso jemali ujetnikov, so posekali glavnino vlaške, moldavske in ogrske konjenice. Glavnina ogrske vojske se je nato umaknila. 20. oktobra, ko je Murat II. osebno opazoval bitko, so napadli  janičarji in pobili vse, ki so ostali v utrdbi.
S porazom so ugasnila  vsa upanja krščanskih vladarjev, da bi Konstantinopel rešili pred Osmanskim cesarstvom. Ogrsko kraljestvo ni več imelo niti vojaških in niti finančnih virov, da bi izvedlo ofenzivo proti Osmanom. S porazom so se končale več kot pol stoletja trajajoče križarske grožnje evropski meji Osmanskega cesarstva. Muratov sin Mehmed II. se je začel pripravljati na obleganje Konstantinopla in ga leta 1453 osvojil.

## Ozadje
János Hunyadi je po porazu v bitki pri Varni leta 1444 zbral novo veliko vojsko in menil, da je leto 1448 pravi trenutek za nov pohod proti Osmanskemu cesarstvu. Njegova strategija je temeljila na pričakovanju upora na Balkanu, presenečenju in uničenju osmanske vojske v eni sami odločilni bitki.
Septembra 1448 je z ogrsko vojsko prečil Donavo in se taboril v okolici Kovina pri srbski prestolnici Smederevo. Ogri so v taboru več kot mesec čakali na prihod nemških križarjev, vlaškega kneza ter češke in albanske vojske. Albanska vojska pod Skanderbegom v tej bitki ni sodelovala, ker so ji Osmani in njihovi zavezniki preprečili povezavo s Hunyadijevo vojsko. Domneva se, da je njen prihod preprečil srbski despot Đurađ Branković, takrat vazal sultana Murata II. Natančna Brankovićeva vloga je sporna. Skenderbeg se je zaradi izdaje krščanskih ciljev Brankoviću maščeval z opustošenjem njegovih posesti.
Branković se je obnašal dvoumno in se dolgo pogajal o pogojih za vključitev v križarski pohod proti Osmanom. Hunyadi je pričakoval, da bo Branković prispeval 20.000 mož, in menil, da bo  Brankovićeva lahka konjenica tista, ki bo prinesla odločilno zmago. Branković je bil izčrpan, ker je šele leta 1444 obnovil svoje kraljestvo po dolgotrajni osmanski okupaciji. Popolnoma se je zavedal moči osmanske vojske in nameraval obdržati svoj prestol. 
Despot Branković tudi ni bil voljan prepustiti se Hunyadijevemu poveljstvu pod kakršnimi koli pogoji. Njun spor je bil predvsem oseben. Po sklenitvi Szegedskega mirovnega sporazuma leta 1444 je Srbija postala osmanski vazal in pristala na plačilo 50.000 forintov in vpoklic 4.000 konjenikov v osmansko vojsko v vojnih razmerah. Po Hunyadijevem in Vladislavovem mnenju je Branković za sklenitev miru predal Osmanom vse ogrske posesti. Hunyadi sporazumu z Osmani ni zaupal, medtem ko je Branković v njem videl priložnost za mir in blaginjo v Srbiji. Zapustil je Ogrsko in odšel v Smederevo. Križarska vojska je imela leta 1444 v načrtu, da se preko Srbije in Bolgarije prebije do Odrina, vendar ji Branković ni dovolil  prehoda preko svojega ozemlja. Ker so se križarji zavedali, da bo beneško ladjevje samo nekaj časa blokiralo ožini na Marmarskem morju, se je Hunyadi odločil za pot ob Donavi. Brankoviću je rekel, da je nor, če misli, da mu bo sultan za vedno prepustil Srbijo in mu zagrozil, da bo na povratku požgal celo Srbijo. Po porazu pri Varni je Hunyadi celo leto 1445  reševal notranje probleme. Naslednje leto je odšel na pohod na Štejersko proti Ulriku II. Celjskemu in leta 1447 zatrl upor osmanskih simpatizerjev v Vlaški. Leta 1448 je prišel čas za nov križarski pohod in priložnost, da se despot Branković odkupi za pretekle napake. Despot mu ponovno ni dovolil prehoda preko Srbije in zaprosil za pomoč Osmane.

## Bitka
Križarska vojska  22.000–30.000 mož je prišla na Kosovsko polje, kjer se je leta 1389 dogajala prva kosovska bitka. Čakala jo je osmanska vojska do 60.000 mož.  Velikemu odseku fronte s topovi in janičarji je osebno poveljeval Murat II.  Njegov šestnajstletni sin Mehmed, ki se je prvič udeležil kakšne bitke, je poveljeval anatolskim četam na desnem krilu. Hunyadi je poveljeval centru svoje vojske. Na desnem krilu je bila vlaška konjenica. Ogri so imeli dolge zaporne topove.
Bitka se je začela naslednji dan s Hunyadijevim napadom na osmanski krili z mešano lahko in težko konjenico. Na osmanskih krilih so bili vojaki iz Rumelije in Anatolije, ki so začeli izgubljati bitko, dokler jih ni okrepila osmanska lahka konjenica. Obe ogrski krili sta bili zatem uničeni. Preživeli so se pridružili glavnini Hunyadijeve vojske. Hunyadi je po porazu obeh kril  napadel z glavnino svoje vojske, sestavljeno iz vitezov in lahke pehote. Janičarji napada niso vzdržali. Ogrska konjenica se je prebila skozi glavnino ogrske vojske in se ustavila v osmanskem taboru. Ko se je napad ustavil, se je osmanska pehota pregrupirala, odbila ogrski napad in premagala ogrsko lahko konjenica, ki je izgubila podporo vitezov. Ogri so se umaknili v svoj tabor. Janičarji so med njihovim umikom ubili večino ogrskih plemičev. Hunyadi je pobegnil, vendar so ga kasneje ujeli Srbi. Ponoči je osmanska pehota obstreljevala ogrsko vojsko, ki je odgovarjala s topovi. Naslednji dan so bili v končnem napadu  uničeni še zadnji ostanki ogrske vojske.

## Posledice
Krščanske balkanske države se po porazu niso bile sposobne upreti Osmanskemu cesarstvu in nazadnje prišle pod njegovo oblast. Hunyadija je Branković osvobodil šele po odkupnini 100.000 forintov.  Hunyadi je zatem do konca svojega vladanja uspešno branil Ogrsko kraljestvo pred napadi Osmanov. Skenderbeg se je v Albaniji uspešno upiral do svoje smrti leta 1468. Deset let kasneje je Albanija kljub temu prišla pod osmansko oblast. Začela se je islamizacija Balkana, ki je trajala naslednji dve stoletji.